# Linia kolejowa nr 752
Linia kolejowa nr 752 – pierwszorzędna, głównie dwutorowa, zelektryfikowana linia kolejowa znaczenia państwowego łącząca stację techniczną Wrocław Gądów z rejonem WP3 stacji technicznej Wrocław Popowice.
Linia na odcinku w km 0,685 – 2,684 została ujęta w sieci międzynarodowych linii transportu kombinowanego (AGTC).